# Kukama kukamiria
Los kukama kukamiria son un pueblo indígena, radicado mayormente en el actual departamento de Loreto, en lo que hoy es Perú.

## Origen e historia
La historia de los kukama kukamiria se remonta desde hace varios siglos. El gran Cocama, nombre con el que esta población era identificada, se menciona desde 1557 en las crónicas de Juan Salinas de Loyola. En esta comunidad existía, según Hagiwara, “pueblos de entre 200 y 400 casas cada uno, que se extendían a lo largo de más de 300 km”. Esto explicaría el sobrenombre “Gran Cocama”, nombre con el que desde un inicio fueron conocidos, pues la unión de casas a lo largo de 300 km cerca de una ribera permite que sean apreciados como una inmensa barrera.
Del mismo modo, estos grupos, es decir, cocama y cocamilla, según la comunicadora Rocío Villacorta “se caracterizaban por el etnodinamismo o constantes movimientos migratorios”. Esto quiere decir que, el nomadismo era costumbre de este gran grupo desde hace siglos atrás, debido a que, sus pobladores buscaban mejores condiciones para subsistir. Este constante movimiento se debía principalmente a la falta de seguridad, escasos recursos naturales y a la propagación de enfermedades. Precisamente, es en una de las tantas migraciones, que este poblado comenzó a establecerse en una zona inundable cerca de la cuenca del río Ucayali mientras que el grupo cocamilla se estableció cerca al río Huallaga. Hasta ese entonces, todavía ambas poblaciones no se consideraban como una misma. Sin embargo, la historia cambia, debido a los constantes abusos de los conquistadores.
Es de conocimiento que durante la conquista española de América los grupos étnicos fueron víctimas de brutales ataques físicos y psicológicos. Este hecho no excluye al pequeño grupo cocamilla que, como afirma Huertas, “estos sufrieron todo tipo de maltrato por parte de los conquistadores como matanzas, persecuciones para conseguir mano de obra, venta de esclavos, violaciones, entre otros” Es así que estos maltratos originaron la búsqueda de un nuevo asentamiento para los kukama kukamiria.
Una forma más de abuso y explotación por la que atravesaron estos indígenas es la que menciona Agüero, pues entre los años “1535 y 1820, los kukamas kukamiria fueron organizados en haciendas y reducciones para trabajar en los cultivos o el servicio doméstico a cambio de educación, protección y evangelización”. Con todo ello, se puede afirmar que, como expresa Wayne, estos fueron considerados como nativos invisibles. Es decir, por temor a seguir siendo expuestos a estos abusos y a la evangelización forzada por parte de los occidentales, ellos se vieron en la obligación de abandonar gran parte de su cultura.

### De cocama y cocamilla a cocama cocamilla
Dentro de los eventos, anteriormente, mencionados el que permite comprender la unión y el primer establecimiento de la población kukama kukamiria en un territorio es el ocurrido durante una disputa por la opresión española en 1643 en el que los cocamilla, junto a los Jéberos, huyeron a la zona de la gran Cocama. De esta forma, ya no se habla del grupo cocama y cocamilla por separado, sino ahora se identificarán como uno solo y pasarían a llamarse cocama cocamilla o kukama kukamiria con el tiempo.  

## Principales características

### Caracterización del territorio
La zona en la que reside, principalmente, la población kukama kukamiria es el departamento de Loreto. Esta zona se caracteriza por encontrarse cubierta de una diversa vegetación tropical y sujeta a inundaciones periódicas. Su clima es tropical, encontrándose usualmente entre 16 y 35 grados centígrados, y posee un 85% de humedad promedio. Asimismo, este territorio posee variedades de recursos naturales; sin embargo, estos no bastan para lograr el desarrollo de la población, tal como lo confirma la Dirección Regional de Salud (DIRESA), “este territorio a pesar de poseer valiosos recursos naturales, es de difícil acceso debido a la geografía altamente dispersa. Además, factores sociopolíticos y económicos hacen que los pobladores de esa parte del territorio peruano no puedan acceder a los servicios del Gobierno, y se vean olvidados y sumidos en la pobreza y pobreza extrema” 

### Caracterización de la población
Sobre la población, Rojas (2016) afirma que esta zona concentra el mayor número de habitantes indígenas con 105 900 habitantes, agrupando a un 31.8% del total de habitantes indígenas y, en conjunto, un 11% de la población nacional. Las 128 comunidades nativas que forman parte de la población indígena reafirman que kukama kukamiria agrupa una gran cantidad de habitantes. Del mismo modo, la Base de Datos Oficial de pueblos Indígenas u Originarios (BDPI), del Ministerio de Cultura confirma que la población de la comunidad kukama kukamiria se estima en 21 658 personas A partir de esta información, se comprende que son muchos los comuneros dependientes a las tierras inundables y recursos naturales que componen el hábitat de los kukama kukamiria de atentar contra estos recursos naturales serían cientos los damnificados.

#### Características culturales de la comunidad
En el plano cultural, la población kukama kukamiria se caracteriza, por un lado, por la estrecha relación que existe entre su arte y su cosmogonía. Según Ferdinand Hagiwara “la repetición del trazo y el diseño vuelve a instaurar en cada pieza el ciclo inexorable de fuerzas vitales y su correlato sagrado”. De esta forma, se afirma que en la cultura kukama kukamiria las piezas artísticas buscan retratar de manera directa parte de sus vivencias en la época prehispánica, la que es la época anterior a su evangelización en la que se intentó extirpar a sus dioses e imponer las figuras occidentales. Entonces, el fin de estas piezas no es solo de admiración, pues según Hagiwara “ellas contienen precisos mensajes de distinción o de rango social dentro del propio grupo o frente a las demás etnias”  En ese sentido, estas piezas también han significado un soporte para mantener el ordenamiento social, es decir, sirvió como medida para recordar el ordenamiento del grupo.
Por otro lado, la cosmovisión, que es una forma de representar el mundo de acuerdo a su cultura, se caracteriza por la religiosidad para representar el mundo. De esta forma, según Hagiwara, la animación del universo es característico en esta población, pues se sobrevalora la esencia espiritual tanto de los objetos como de los animales, ya que se cree que la apariencia material o física es una forma de ocultar a estos espíritus que se encuentran por un momento en la tierra. De igual forma, es característico dentro de su cultura que, debido a la importancia y necesidad de conectar con los espíritus los pobladores, según el autor, consuman alucinógenos, bebidas como el ayahuasca o jugo de tabaco que permiten que la mente se desconecte del cuerpo que es un disfraz para ocultar la verdadera esencia o espíritu  A partir de esta transición se cree que el viaje al mundo real y sagrado ha comenzado.